# 835 Olivia
835 Olivia este o planetă minoră (asteroid), cu un diametru de 30,418 km, din centura de asteroizi. A fost descoperită pe 23 septembrie 1916 la Observatorul Königstuhl de Max Wolf. 
Obiectul prezintă o orbită caracterizată de o semiaxă mare de 3,2208965080456 UAi, o excentricitate de 0,087847993413586, o înclinație de 3,702 ° în raport cu ecliptica.